# Frank Turner

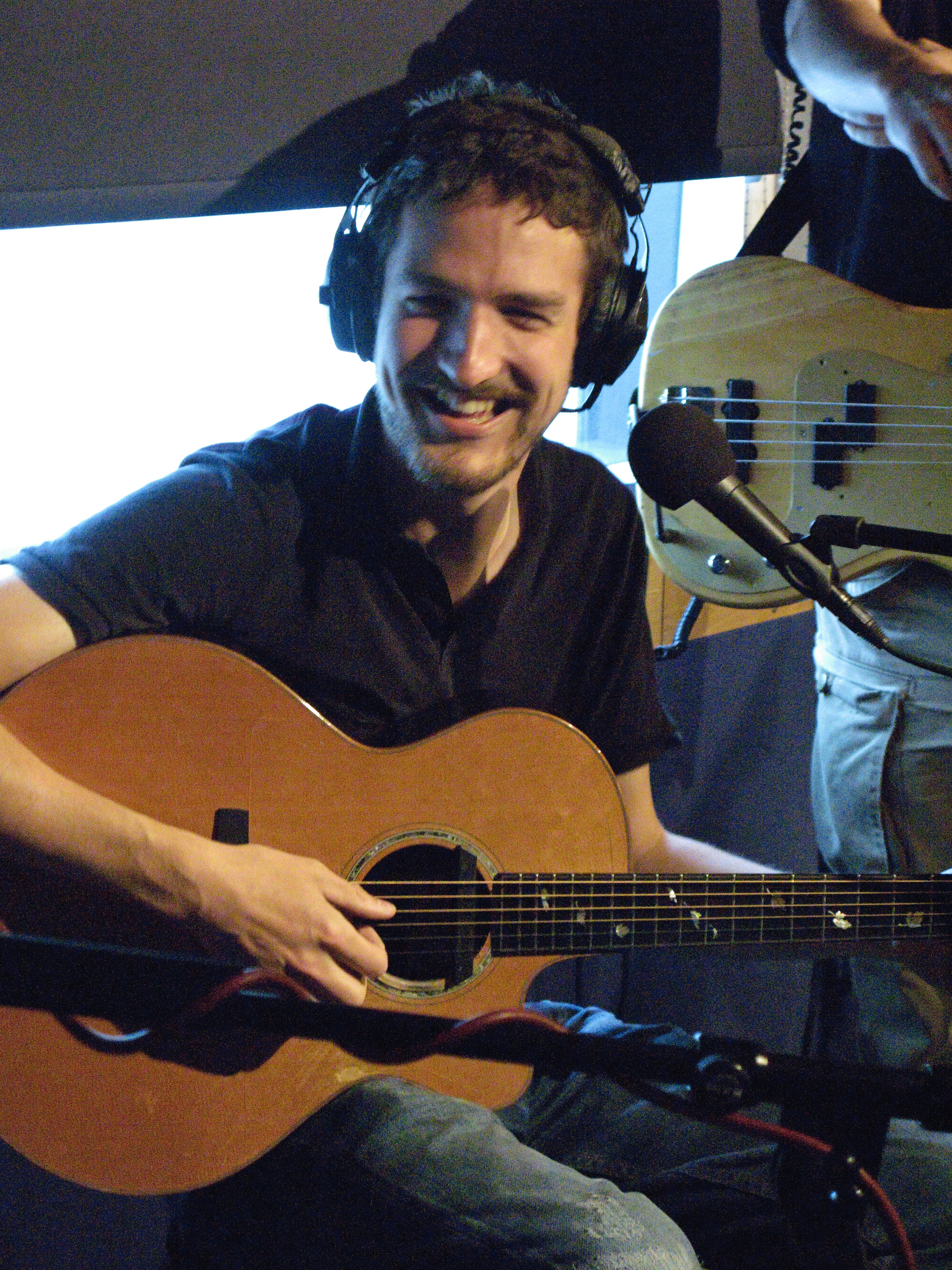
Frank Turner

Frank Turner, eigenlijk Francis E. Turner (Manamah, Bahrein, 28 december 1981), is een Engelse singer-songwriter van punk- en folkmuziek uit het Engelse Meonstoke. Turner begon zijn muzikale carrière als frontman van de punkband Million Dead maar verkreeg pas enige bekendheid in Engeland sinds zijn solocarrière. In 2006 bracht hij zijn eerste album uit. Er volgden er nog vier.
Turner toert tegenwoordig over de hele wereld en heeft ook enkele malen in Nederland op podia en festivals gestaan. Zo trad hij in 2011 op tijdens Lowlands en in de Melkweg in Amsterdam en in april 2012 in Paradiso, eveneens in Amsterdam. In 2015 stond hij op Pinkpop en in 2019 op Lowlands.

## Discografie

### Albums
| Album met hitnotering(en) in de Vlaamse Ultratop 200 albums | Datum van verschijnen | Datum van binnenkomst | Hoogste positie | Aantal weken | Opmerkingen |
| ----------------------------------------------------------- | --------------------- | --------------------- | --------------- | ------------ | ----------- |
| Tape deck heart                                             | 19-04-2013            | 11-05-2013            | 138             | 1            |             |
| Positive Songs For Negative People                          | 07-08-2015            | 15-08-2015            | 114             | 1            |             |

### Singles
| Single met hitnotering(en) in de Vlaamse Ultratop 50 | Datum van verschijnen | Datum van binnenkomst | Hoogste positie | Aantal weken | Opmerkingen |
| ---------------------------------------------------- | --------------------- | --------------------- | --------------- | ------------ | ----------- |
| The way I tend to be                                 | 2013                  | 25-05-2013            | tip60*          |              |             |
| Losing Days                                          | 2013                  | 07-09-2013            | tip72*          |              |             |

- Gemeinsame Normdatei: 135489229
- International Standard Name Identifier: 0000 0000 7881 5964
- Library of Congress Control Number: no2009148100
- MusicBrainz: aca5718f-4f49-4439-b8f6-209db3f11757
- Nationale Bibliotheek van Tsjechië: xx0172408
- Virtual International Authority File: 80218343
- WorldCat: E39PBJtCx6fD98RfdbXhjPMtrq